# Silvia Marchionini
Silvia Marchionini (Verbania, 16 luglio 1975) è una politica italiana, sindaco di Verbania dal 2014 al 2024.

## Biografia
Diplomata all'Istituto Lorenzo Cobianchi di Verbania, ha conseguito la laurea in sociologia presso l'Università degli Studi di Trento, esercitando la professione di docente.
Nel 1995 è eletta consigliera comunale a Cossogno e dal 1998 al 2004 è stata assessore della Comunità montana Valgrande. Tra i vari incarichi ricoperti si ricordano: componente del consiglio di amministrazione della Casa della Resistenza di Fondotoce (dal 2009), componente del consiglio di amministrazione del Consorzio dei Servizi Sociali (CiSS) del Verbano (2004-2010), presidentessa della Comunità del Parco della Val Grande (dal 2012).
Tra il 2004 e il 2014 è sindaco di Cossogno, dopodiché viene indicata come candidato sindaco di Verbania per la coalizione di centrosinistra (PD-liste civiche-SEL-PDCI): alla tornata elettorale del giugno 2014 prevale al ballottaggio sul candidato di centrodestra Mirella Cristina. Ricandidatasi nel 2019 con il supporto del PD e di tre liste civiche (due in appoggio diretto e una in apparentamento dopo il primo turno), è riconfermata sindaco, sempre al ballottaggio, superando Giandomenico Albertella del centrodestra.
Dal 2018 al 2024 ha presieduto l'Ente Giardini Botanici di Villa Taranto.
Nel 2024, al termine del secondo mandato e dopo aver lasciato il PD, appoggia la corsa a sindaco di Patrich Rabaini che si piazza quarto: la sua lista civica Marchionini per Rabaini raccoglie il 7% circa ed elegge un consigliere.